# اونیموشا: شمشیر جنگجویان
اونیموشا: شمشیر جنگجویان یا Onimusha Blade Warriors (ژاپنی: 鬼武 者 無頼伝، Hepburn: Onimusha Buraiden) یک بازی مبارزه ای چند نفره و اسپین‌آف از سری اونیموشا است. این بازی شبیه سری برادران سوپر اسمش یک بازی ساده دو بعدی است که شامل شخصیت‌های دو بازی اول سری اونیموشا به اضافه چند شخصیت مخفی می‌باشد.
بازیکنان می‌توانند از شمشیر ساده تا ویژه، سوئیچ کردن (بین سطوح مختلف منطقه مبارزه) و حتی از قابلیت پریدن که در بازی‌های دیگر اونیموشا امکان پذیر نیست در این بازی استفاده کنند. همچنین بازی شامل ویژگی های اصلی سری اونیموشا، از جمله جذب روح و حملات خاص (رعد و برق، آتش، و باد) است. داستان بازی مربوط به ماه‌ها پس از وقایعِ در اونیموشا ۲ و قبل از وقایعِ اونیموشا ۳ است.

## منبع
مشارکت‌کنندگان ویکی‌پدیا. «Onimusha: Blade Warriors». در دانشنامهٔ ویکی‌پدیای انگلیسی.